# François-Auguste Parseval-Grandmaison
François-Auguste Parseval-Grandmaison (Parigi, 7 maggio 1759 – Parigi, 7 dicembre 1834) è stato un poeta e traduttore francese.
Fu l'undicesimo componente dell'Académie française a occupare il seggio numero 1.
Componente del gruppo del Déjeuner de la Fourchette, Parseval-Grandmaison fu famoso nella sua epoca per avere scritto Amours épiques, una traduzione in francese di una selezione di episodi romantici di grandi poeti classici e contemporanei. Proprio quest'opera, il 16 gennaio 1811, gli valse la carica vitalizia di membro dell'Académie française, nella quale ereditò da Ange-François Fariau de Saint-Ange il seggio numero 1. Entrò in carica il 20 aprile e diventò membro della commissione per il Dizionario.
È sepolto al cimitero di Père-Lachaise.